# Wang Yaping
Wang Yaping (chinesisch 王亞平 / 王亚平, Pinyin Wáng Yàpíng; * 27. Januar 1980 in Yantai, Provinz Shandong, Volksrepublik China) ist eine chinesische Militärpilotin und Raumfahrzeugführerin der Stufe I beim Raumfahrerkorps der Volksbefreiungsarmee.
Bei der Mission Shenzhou 13 absolvierte sie am 7. November 2021 als erste Chinesin einen Außenbordeinsatz.

## Jugend und Dienst bei der Luftwaffe
Wang Yaping wuchs als ältere von zwei Töchtern einer Kirschbauernfamilie im Dorf Zhanggezhuang (张格庄村) der Großgemeinde Zhanggezhuang (张格庄镇) des Stadtbezirks Fushan der bezirksfreien Stadt Yantai auf.
Nach dem Besuch der Zentralen Gesamtgrundschule Zhanggezhuang (张格庄中心完全小学) ab 1986 wechselte sie 1991 an das 23. Gymnasium von Yantai, dann 1994 für die Oberstufe an das 1. Gymnasium von Fushan.
Wang Yaping war seit der Grundschule immer eine gute Sportlerin gewesen. Ursprünglich wollte sie eigentlich Lehrerin werden, dann entschied sie sich jedoch für eine Laufbahn beim Militär. Ihre Punktzahl beim Abitur reichte problemlos für die Pilotenakademie der chinesischen Luftwaffe in Changchun; am 1. August 1997 trat sie mit 17 Jahren in die Volksbefreiungsarmee ein.
Wie ihre spätere Raumfahrerkollegin Liu Yang, die am selben Tag (mit 18 Jahren) in die VBA eingetreten war und ebenfalls an der Pilotenakademie Changchun studierte, gehörte sie damit zum 7. Jahrgang der chinesischen Kampfpilotinnen. Im April 1999 wechselten die beiden an die 1. Pilotenakademie der chinesischen Luftwaffe in Harbin (中国人民解放军空军第一飞行学院),
wo sie 2001 ihre Pilotenausbildung abschlossen.
Zusammen mit Liu Yang wurde sie im Juni 2001 einem in Wuhan stationierten Lufttransportgeschwader des damaligen Militärbezirks Guangzhou zugeteilt und flog unter anderem im Mai 2008 Hilfsgüter nach Sichuan, als dort der Kreis Wenchuan von einem schweren Erdbeben betroffen war. Bei den Olympischen Sommerspielen im August 2008 in Peking gehörte sie zu der Einheit, die durch Versprühen von Silberiodid die um diese Jahreszeit üblichen Monsunregenfälle weit vor der Stadt auslöste und so für gutes Wetter bei den Wettkämpfen sorgte.
Wang Yaping ist für vier Flugzeugtypen zertifiziert und hat in ihrer Zeit als Pilotin 1600 unfallfreie Flugstunden absolviert, wofür ihr das Tätigkeitsabzeichen Militärluftfahrzeugführer der Stufe II verliehen wurde. Sie stieg bei ihrer Einheit zur stellvertretenden Geschwaderkommandantin mit dem Dienstgrad eines Majors auf.

## Dienst im Raumfahrerkorps

### Shenzhou 10

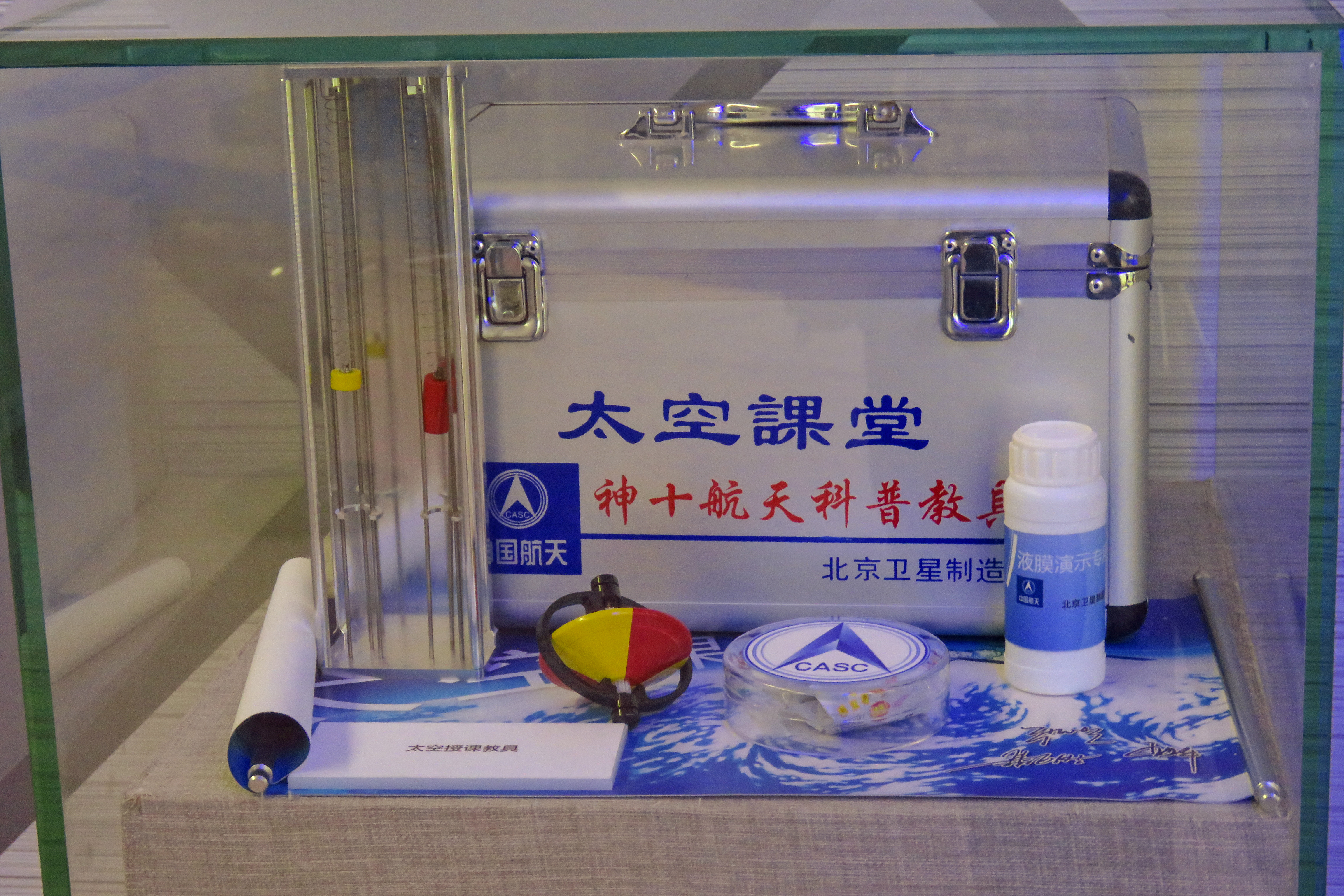
Das von Wang im Raumlabor verwendete Unterrichtsmaterial.

Im Mai 2010 wurde Wang Yaping als Raumfahrkandidatin rekrutiert und absolvierte ein zweijähriges Raumfahrtstrainingsprogramm. Sie war eine Kandidatin für die Mission Shenzhou 9 im Jahr 2012.
Da bei Shenzhou 10 andere Experimente geplant waren, hatte sich das Büro für bemannte Raumfahrt schon früh darauf festgelegt, die Besatzungsmitglieder von Shenzhou 9 nicht mehr in den Auswahlprozess für diese Mission aufzunehmen. Damit stand auch fest, dass Wang Yaping die zweite Chinesin im All sein würde.
Im April 2013 wurde sie für die Mission Shenzhou 10 offiziell ausgewählt, und am 11. Juni 2013 startete sie vom Kosmodrom Jiuquan zum chinesischen Raumlabor Tiangong 1.
Während des zweitägigen Anflugs war sie für die Überwachung der Fluglage und Bordsysteme des Raumschiffs zuständig.
Um dem Personalmangel in der chinesischen Raumfahrtindustrie zu begegnen und Schüler für Naturwissenschaften zu interessieren, hielt sie am 20. Juni 2013 eine Unterrichtsstunde aus dem All, bei der sie verschiedene physikalische Experimente zur Oberflächenspannung, der Stabilität von Kreiseln in der Schwerelosigkeit etc. durchführte. Per Videokonferenz waren 330 Schüler in Peking direkt zugeschaltet, in mehr als 80.000 Grundschulen und Gymnasien wurde die Live-Übertragung von 60 Millionen Schülern im Fernsehen verfolgt.

### Shenzhou 13

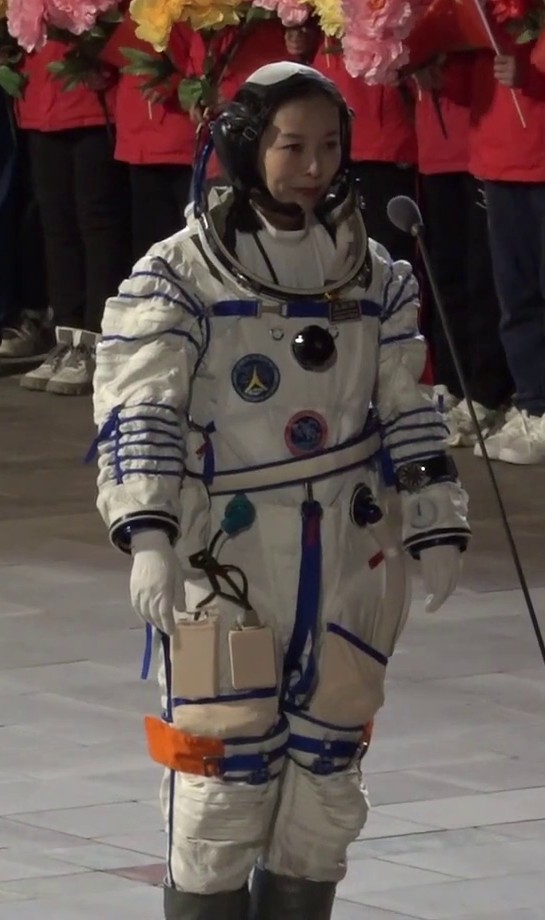
Vor dem Start von Shenzhou 13, 2021

Ab Anfang 2019 nahm Oberst Wang Yaping zusammen mit ihren Partnern Zhai Zhigang und Ye Guangfu, letzterer ebenfalls von der Auswahlgruppe 2010, an dem Training für den Aufbau der Chinesischen Raumstation teil. Dort wurden neben der Bedienung der wissenschaftlichen Nutzlasten vor allem Montage- und Wartungsarbeiten außen an der Station geübt. Beim Raumfahrerkorps der Volksbefreiungsarmee tragen bei solchen Einsätzen üblicherweise zwei Raumfahrer einen Raumanzug, einer der die Arbeiten durchführt, der andere als Assistent und für die Rettung bei einem Notfall. Ab Shenzhou 12 mussten jedoch alle drei Besatzungsmitglieder dazu in der Lage sein, Außenbordeinsätze durchzuführen.
Im Dezember 2019 wurden Wang Yaping und ihre beiden Partner als Primärmannschaft für die Mission Shenzhou 13 eingeteilt, fungierten aber gleichzeitig als Ersatzmannschaft für Shenzhou 12 und trainierten parallel zu der ebenfalls für diese Mission eingeteilte Gruppe Nie Haisheng/Liu Boming/Tang Hongbo.
Am 16. Juni 2021, einen Tag vor dem Start, fiel die Wahl dann auf letztere Gruppe als Primärmannschaft.
Noch während des Trainings für Shenzhou 12 wurde Wang Yaping dazu eingeteilt, als Ausbilderin für die Auswahlgruppe 2020 des Raumfahrerkorps zu arbeiten.
Nach dem Start jener Mission konzentrierte sie sich jedoch auf die Vorbereitung für die Folgemission Shenzhou 13. Am 14. Oktober 2021 wurde offiziell bekanntgegeben, dass sie zusammen mit Zhai Zhigang und Ye Guangfu zur Raumstation fliegen würde.
Der Start zur Raumstation erfolgte am 15. Oktober 2021 um 16:23 Uhr UTC, sechseinhalb Stunden später dockte das Raumschiff an der Station an.
Am 7. November 2021 führte Wang Yaping zusammen mit Zhai Zhigang als erste Chinesin einen Außenbordeinsatz durch, bei dem die beiden am Kernmodul einen robusten Verankerungsmechanismus für den mechanischen Arm der Station montierten.
Während ihr 13 Jahre älterer Kollege zusammen mit den Geräten und dem Werkzeug vom mechanischen Arm zum Einsatzort an der Nadirseite der Korridorsektion getragen wurde, arbeitete sich Wang über die an der Außenseite der Station angebrachten Handgriffe voran. Der Einsatz wurde nicht vom Raumfahrtkontrollzentrum Peking koordiniert, sondern vom Raumfahrer-Ausbildungszentrum; das Kommando hatte die Ausbilderin, die die Arbeitsabläufe mit den Raumfahrern viele Male im VR-Simulator und im Wassertank geübt hatte.
Inklusive der Vorbereitungsarbeiten – Zhai Zhigang musste eine Trittplatte und eine Haltestange am mechanischen Arm montieren – dauerte der Einsatz 6 Stunden und 25 Minuten. Wang Yaping verbrachte davon 4 Stunden und 48 Minuten im All (in China wird ein Außenbordeinsatz ab dem Durchqueren des Schleusenrandes mit den Fußsohlen gezählt.).
Nach dem Abschluss der Montagearbeiten wechselte Wang Yaping mit Zhai Zhigang den Platz auf dem mechanischen Arm und ließ sich zur Schleuse zurücktragen.
Während der Mission Shenzhou 13 leitete Wang Yaping zwei Unterrichtsstunden aus dem All – am 9. Dezember 2021 und am 23. März 2022 – wo sie zusammen mit ihren Kollegen die Raumstation vorstellte und Experimente unter den Bedingungen der Schwerelosigkeit durchführte. Die vom Büro für bemannte Raumfahrt in Zusammenarbeit mit dem Ministerium für Bildung, dem Ministerium für Wissenschaft und Technologie, dem Chinesischen Verein für Wissenschaft und Technologie (中国科学技术协会) und dem staatlichen Fernsehsender CCTV organisierten Veranstaltungen waren wesentlich aufwendiger gestaltet als 2013.
Nun waren die Kinder im Chinesischen Museum für Wissenschaft und Technologie und über das ganze Land verteilten „Filialklassenzimmern“ nicht mehr nur Zuschauer, sondern man hatte sie mit Experimentiermaterial ausgestattet, sodass sie auf der Erde parallel zur Lehrerin im All die gleichen Versuche durchführen und die unterschiedlichen Resultate beim Versenken eines Tischtennisballs in einem Glas Wasser etc. sehen konnten.

## Sonstiges
Wang Yaping ist seit dem 1. Oktober 2006 mit dem Kampfpiloten Zhao Peng (赵鹏) verheiratet
und hat seit 2016 eine Tochter.
Sie trat im Mai 2000 in die Kommunistische Partei Chinas ein
und saß von März 2018 bis März 2023 als eine von 269 Abgeordneten des Wahlkreises Volksbefreiungsarmee/Bewaffnete Volkspolizei im Nationalen Volkskongress (wegen der ständigen Versetzungen stimmen Soldaten und Bewaffnete Volkspolizisten in einem eigenen, landesweiten „Wahlkreis“ ab).
Am 17. Januar 2023 wurde Wang Yaping mit fast 43 Jahren als Vertreterin des Kommunistischen Jugendverbands in die Politische Konsultativkonferenz des chinesischen Volkes berufen.
Wang Yaping spielt Guqin (eine Griffbrettzither). Bei der Mission Shenzhou 13 nahm sie das Instrument mit auf die Raumstation und spielte zum Chinesischen Laternenfest am 15. Februar 2022 das alte Volkslied „Jasminblüte“ (茉莉花 mòlìhuā) aus dem 18. Jahrhundert.
Am 9. September 2022, einen Tag vor dem chinesischen Tag des Lehrers, an dem nach Evaluation durch Schüler und Studenten besonders gute Lehrer und Dozenten vom Ministerium für Bildung ausgezeichnet werden (so zum Beispiel 2020 der Raumschiff-Konstrukteur Qi Faren, seit seiner Pensionierung Doktorandenbetreuer an der Fakultät für Raumfahrt der Universität für Luft- und Raumfahrt Peking), wurde Wang Yaping in einer neu geschaffenen Kategorie als „Beste Weltraumlehrerin“ (最美太空教师) geehrt.
Wie ihre Kollegin Liu Yang besucht sie neben den Unterrichtsveranstaltungen im All regelmäßig Grundschulen und Gymnasien, um die Jugend für die Raumfahrt zu interessieren und zu einer entsprechenden Wahl des Studienfachs zu animieren. Bis zum Frühjahr 2023 hatte sie fast hundert Vorträge in Schulen gehalten.